# Pachydelphus
Genre
Pachydelphus est un genre d'araignées aranéomorphes de la famille des Linyphiidae.

## Distribution
Les espèces de ce genre se rencontrent au Gabon, en Côte d'Ivoire et en Sierra Leone.

## Liste des espèces
Selon World Spider Catalog (version 16.5, 11/11/2015) :
- Pachydelphus africanus (Simon, 1894)
- Pachydelphus banco Jocqué & Bosmans, 1983
- Pachydelphus coiffaiti Jocqué, 1983
- Pachydelphus tonqui Jocqué & Bosmans, 1983

## Publication originale
- Jocqué & Bosmans, 1983 : Linyphiidae (Araneae) from Ivory Coast, with the description of three new genera. Zoologische Mededelingen, Leiden, vol. 57, no 1, p. 1-18 (texte intégral).